# Sibusiso Vilakazi
Sibusiso Vilakazi (Soweto, 29 dicembre 1989) è un calciatore sudafricano, centrocampista svincolato.

## Carriera

### Club
Ha giocato nel campionato sudafricano.

### Nazionale
Ha esordito in nazionale nel 2012; nel 2015 e nel 2019 ha giocato la Coppa d'Africa.

## Palmarès

### Club

#### Competizioni nazionali
- Nedbank Cup: 1

Bidvest Wits: 2009-2010

#### Competizioni internazionali
- Supercoppa CAF: 1

Mamelodi Sundowns: 2017